# Липська, 16
Садиба Уварової розташована на  Липській вулиці, 16.
За визначенням дослідників, кам'яниця — цікавий зразок садибної забудови початку XX сторіччя. До обліку пам'яток містобудування й архітектури її внесено рішенням виконавчого комітету Київської міськради народних депутатів № 1804 від 22 листопада 1982 року.

## Історія ділянки
Садиба займала ділянку між сучасними вулицями Липською, Пилипа Орлика, Шовковичною і  Липським провулком. Відомо, що на початку XIX сторіччя вона належала Уляні Костянтинівні Веселицькій, уродженій Леонтович, (1737—1822), вдові останнього російського посла в Кримському ханстві Петра Веселицького (1710—1786).
Пилип Вігель, обер-комендант Києво-Печерської фортеці в 1788—1801 роках, у своїх «Записках» залишив спогади про власницю садиби:

| «Пані Веселицька… посеред ніжно улесливого, численного потомства, яким вона лагідно верховодила, здавалася… у своїй оселі якоюсь царицею… У цілому її завжди весела вдача, пристойна її вікові жартівливість та її українська мова робили її для всіх приємно оригінальною… Будинок пані Веселицької був таким же веселим, як її прізвище й вона сама… В Ульяни Костянтинівни… частування йшло своїм порядком: все було свіже, гарне… Вона запозичила у москалів млинці, ватрушки і кулеб'яки, засвоїла їх собі, удосконалила їх приготування і вміла поєднувати їх з малоросійськими стравами, варениками та галушками… Годі уявити, як цю жінку любили і шанували її знайомі. Родичі її зятів і невісток і її власні, Іваненки, Гудими, Масюкови та інші, та й просто знайомі, безперестанку приїжджали з-за Дніпра, лише за тим, щоб з нею бачитися… В її будинку бачили весь Київ»[прим 1][4]. |
На території садиби «був чудовий сад із фруктовими деревами й сторічними липами». Однак за наказом генерал-губернатора Василя Левашова липовий гай знищили і натомість проклали Шовковичну вулицю.
У 1870-х роках правнук Петра та Уляни Веселицьких Гаврило продав садибу князеві Семенові Воронцову. На ділянці стояли дерев'яний будинок і кам'яний флігель, які фасадами виходили відповідно на Липську та Єлизаветинську вулицю (Пилипа Орлика).
1883 року власником став інженер-технолог Едуард Адельгейм, який записав майно на свою дружину Адель Олександрівну. За проєктом Василя Ганке проводиться реконструкція будинку.
1886 року за проєктом архітектора Олександра Шіле ближче до Липського провулка спорудили двоповерхову кам'яницю.
Після 1894 року нащадки Адельгейма продали ділянку цукровому магнатові Лазарові Бродському. Він перетворив будинки на прибуткові. Підприємець також хотів придбати сусідню наріжну ділянку міської землі, але 1898 року йому дозволили лише взяти її в тимчасове орендне користування. Згодом, 1904 року, тут звели міське початкове училище.
1899 року під час будівельних робіт на території садиби знайшли скарб із золотими речами, зокрема візантійськими й східними монетами X—XI сторіччя.
1911 року Маргарита Бродська, дочка магната, розділила садибу на ділянки і продала. Ділянку № 16 придбала графиня Наталія Уварова, дочка цукрозаводчика Федора Терещенко. На її замовлення у 1912—1914 роках архітектор Павло Голландський зніс старі будинки, заново розпланував садибу і збудував особняк.
1917 року особняк продали власнику прибуткових будинків Миколі Попову. 1918 року будинок реквізували німці.

## Будинок-катівня

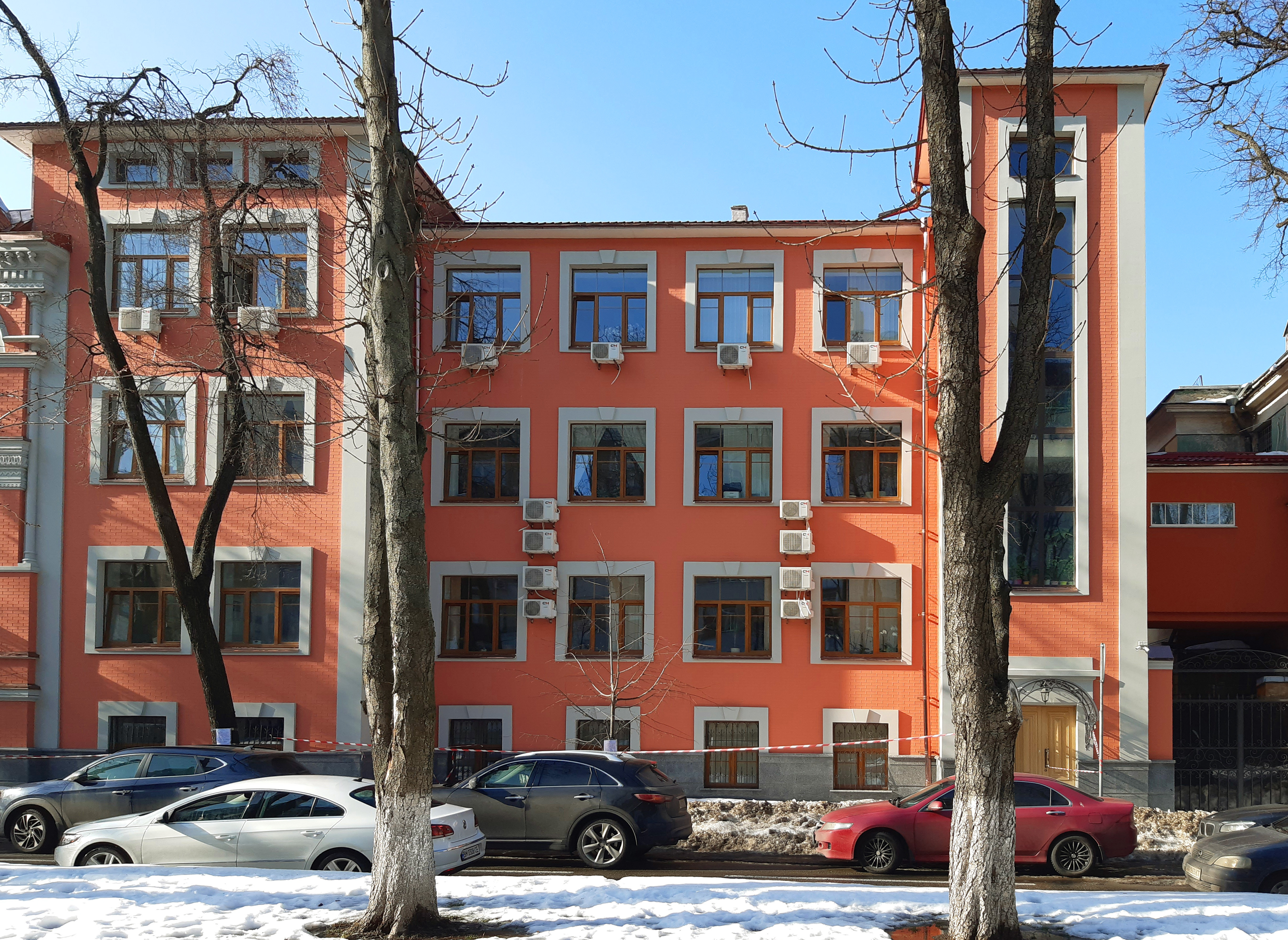
Будинок НКВС (№ 16-А), зведений у 1930-х роках і з'єднаний переходом із колишньою садибою Уварової

У 1930-х роках садибу з'єднали переходами із триповерхим будинком № 16-А і будівлею колишнього міського початкового училища (№ 18/5). Разом з іншими будівлями на Липках утворився цілий квартал, де впродовж 1919—1987 років розміщувалося губернське, згодом обласне управління каральних органів ЧК-ОДПУ-НКВС-КДБ. 
На території садиби був тюремний підвал (рос. «тюрпод»), де страчували «ворогів народу». 1930 року у підвал кинули Василя Осьмака. Органи ДПУ з ув'язнених створили проєктне бюро на чолі з архітектором. Таки чином, Осьмак безкоштовно розробляв для потреб ДПУ проєкти, наприклад, службового приміщення на території садиби, клубу НКВС на Липській вулиці, 15/17 (з 1954 року — Театр на Липках), їдальні та житлових будинків на Липській, 15, клубу ім. Реденса (будинок культури МВС на Пилипа Орлика, 16), конвойних казарм тощо.
За словами старожилки, які навів у своїй книзі Сергій Білокінь,  Липську вулицю у ті роки називали найдовшою вулицею у світі, оскільки нею можна було піти в один бік і ніколи звідти не повернутися назад.

## Архітектура

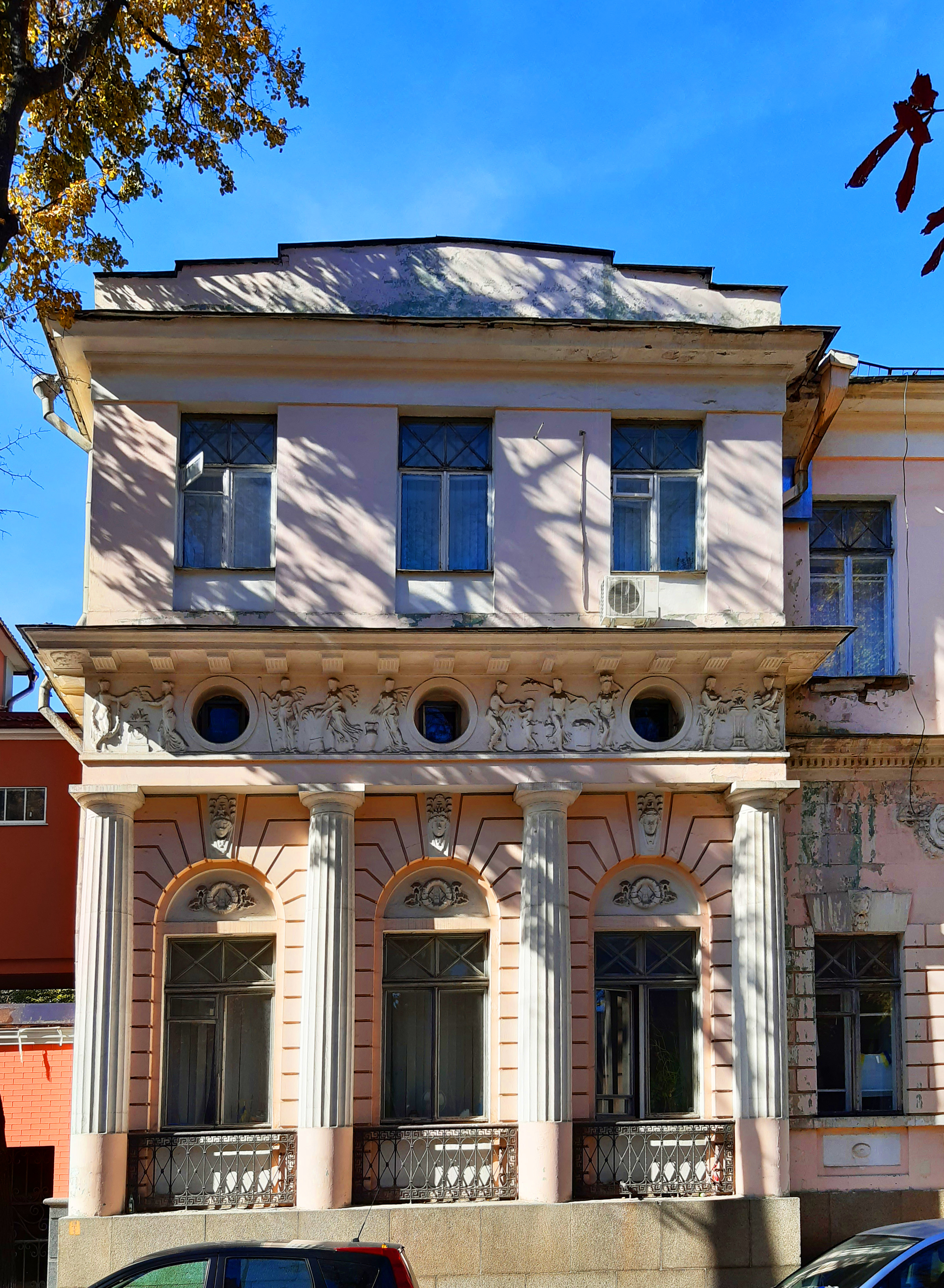
Лівий фланг з ризалітом

Двоповерхова будівля — цегляна, тинькована, Г-подібна у плані. Чоловий фасад асиметричний, з ризалітами по флангах.
Ризаліти мають чотириколонні доричні портики на високому цоколі. Фасади оздоблені балюстрадами фальшивих балконів, рустом, маскаронами, медальйонами, фестонами-вінками та іншими ампірними деталями.
На правому фланзі облаштований парадний вхід у стилі ампір. Його підкреслює трикутний щипець. Балкон другого поверху прикрашений архівольтом.
Лівий ризаліт має менші розміри. Оздоблений колонами, рустом, ліпниною і барельєфом.
Інтер'єри вестибюля й холу прикрашені декором у стилях ампіру, рококо та ренесансу. Парадні приміщення декоровані ліпниною, мармуровими камінами, інкрустованим паркетом і богемським склом. Тримаршові дерев'яні сходи у стилі ренесанс мають різьблену дерев'яну огорожу.
Парковий фасад оформлений напівротондою з колонами іонічного ордера. У ніші стоїть скульптура античної богині полювання Діани. На фасаді — картуш із гербом роду Уварових.
На території садиби був сад, який не зберігся.
1987 року особняк передали Українському фонду культури. Приміщення також займають Український інститут національної пам'яті, редакція журналу «Краєзнавство» та інші установи.

## Ілюстрації

Декор
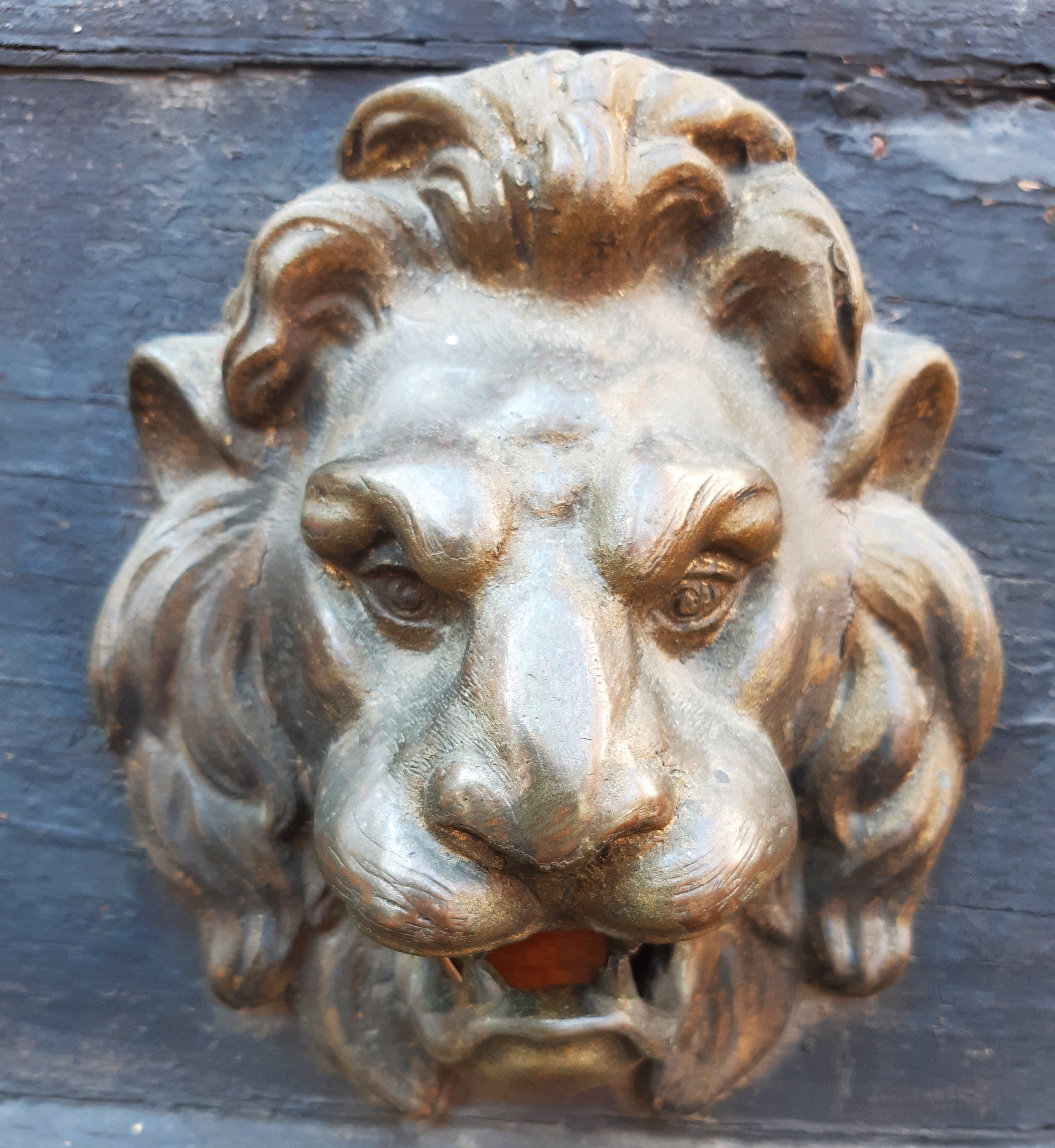
Лев на дверях
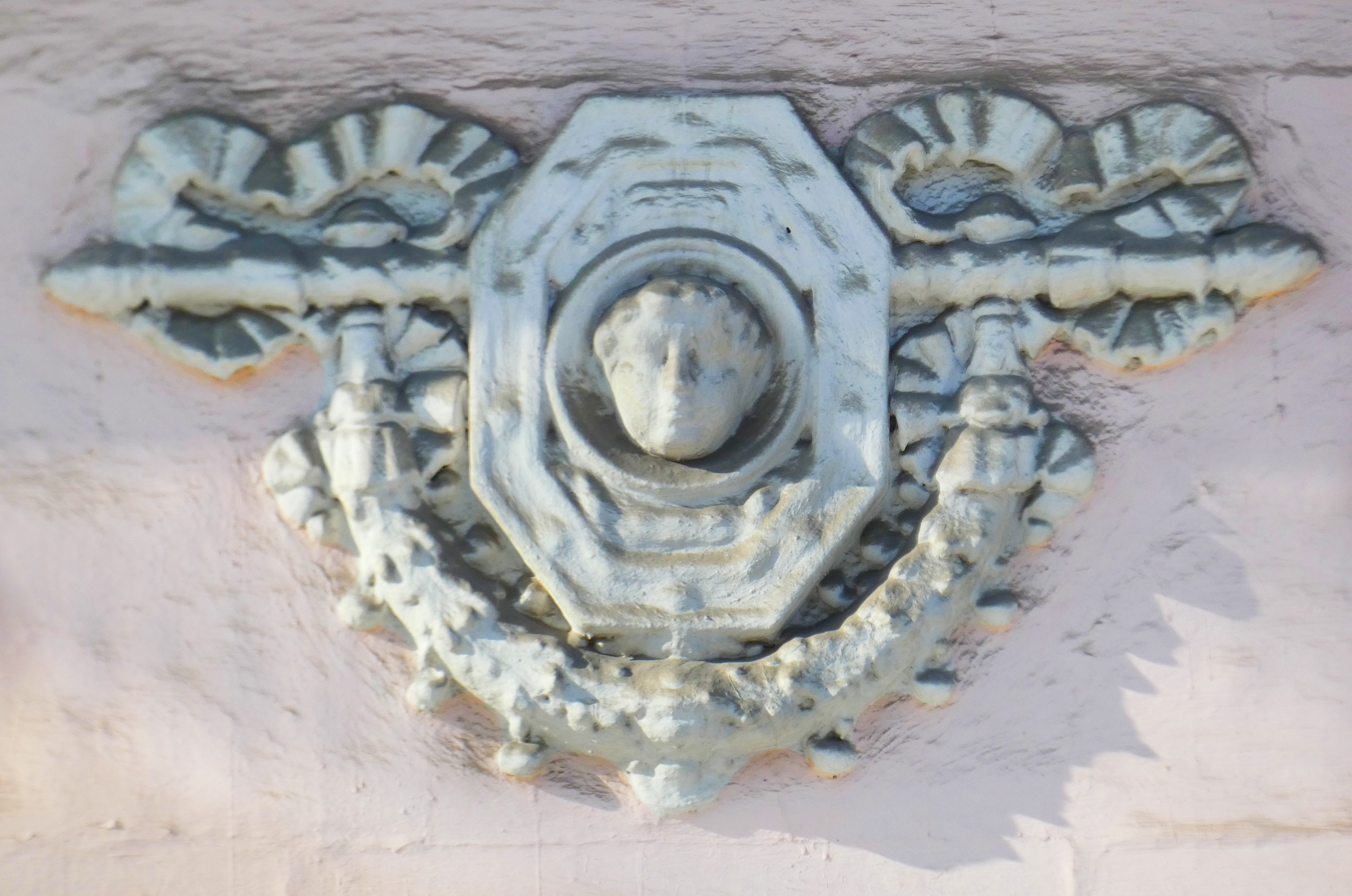
Ліпнина
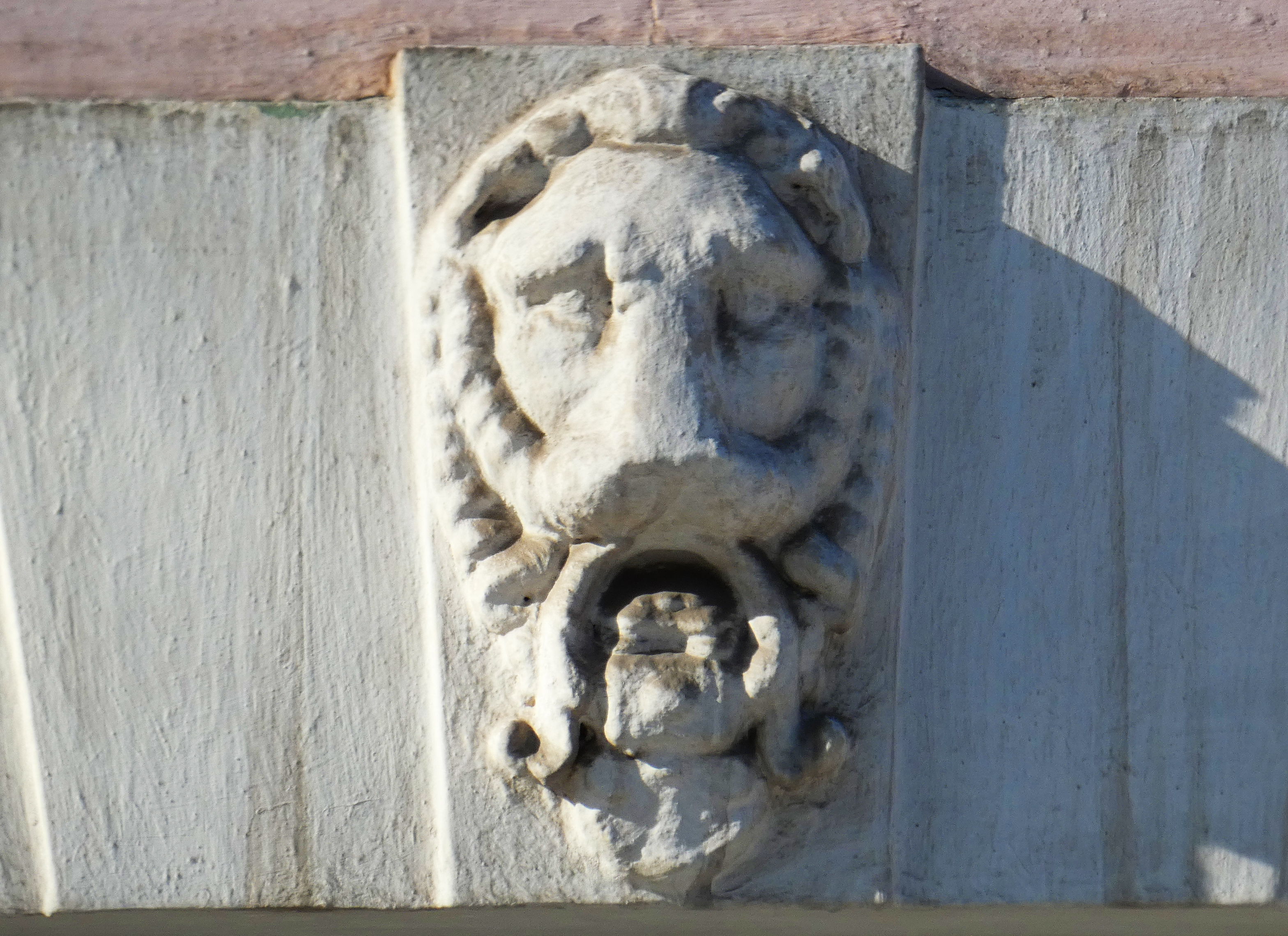
Маскарон
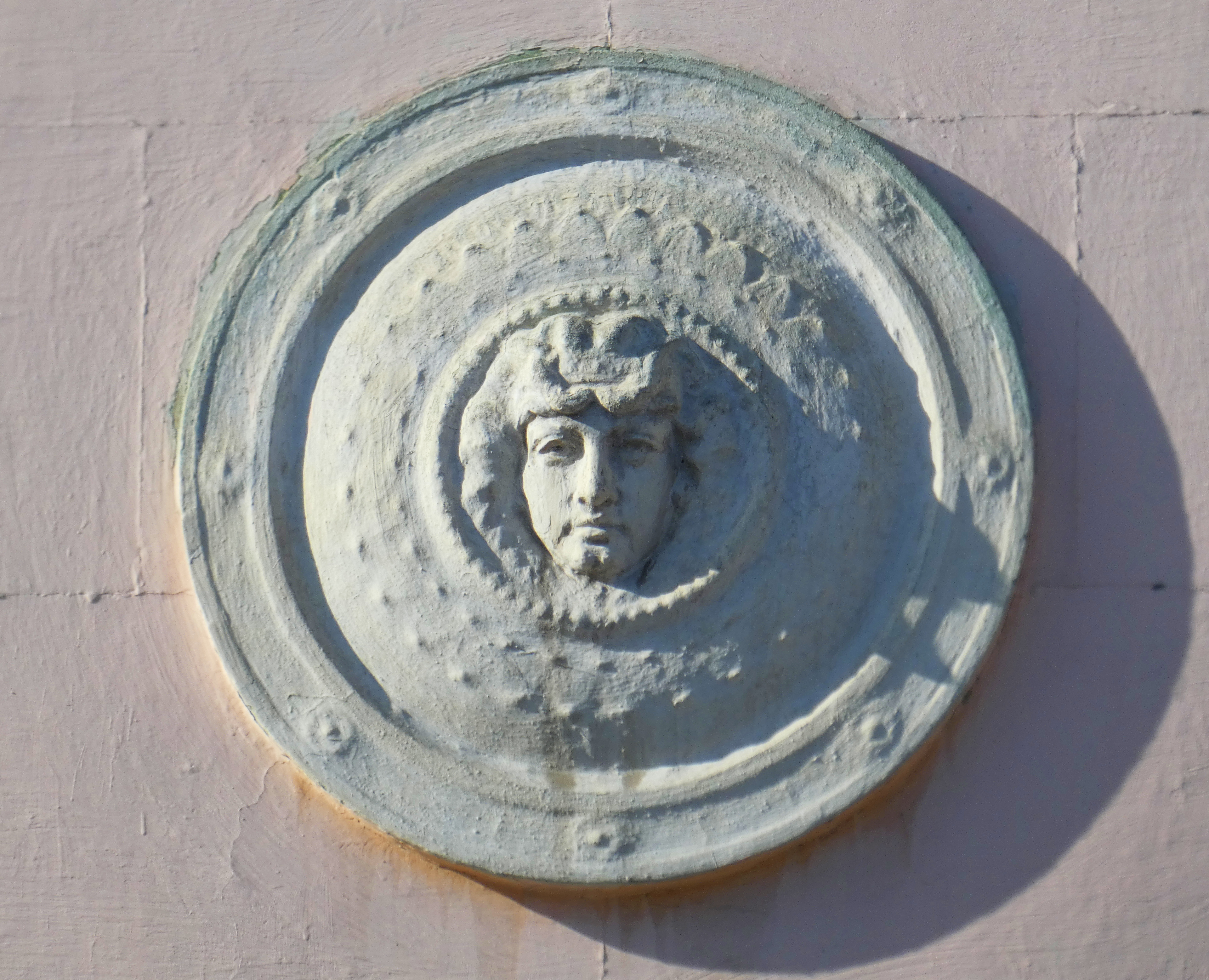
Маскарон